# Adrien Quatennens
Adrien Quatennens, né le 23 mai 1990 à Lille, est un homme politique français.
Proche de Jean-Luc Mélenchon et membre du Parti de gauche (PG) puis de La France insoumise (LFI), il est élu député dans la première circonscription du Nord lors des élections législatives de 2017 et de 2022.
Il est coordinateur de l'équipe opérationnelle de La France insoumise — considéré comme principal poste du mouvement — de 2019 à 2022. Il se retire en raison d'une affaire de violences conjugales, pour laquelle il est condamné à quatre mois de prison avec sursis, suspendu quatre mois du groupe parlementaire LFI-NUPES et exclu du PG. Il ne se représente pas en 2024.

## Situation personnelle

### Origines et famille
Né le 23 mai 1990, Adrien Julien Henri Quatennens est le fils d'un cadre d'Électricité de France (EDF) et d'une mère vendeuse dans une boutique d'optique.

### Études et formation
Politisé à partir de 2006, à 16 ans, lors des manifestations contre le contrat première embauche, Adrien Quatennens s'engage dans des associations d'aide aux sans-abri et chez Attac. En 2008, il obtient un baccalauréat économique et social à l'institution catholique de La Croix Blanche de Bondues, où il a été collégien et lycéen,, et commence des études d'économie à l'université de Lille. Après un échec en deuxième année et des petits boulots, il passe ensuite un BTS - Management des unités commerciales en apprentissage à EDF et devient conseiller clientèle pour les entreprises et les professionnels. Avant son mandat de député, il exerçait le métier de conseiller clientèle entreprise pour EDF à Lille.

## Parcours politique

### Engagement au Parti de gauche
Il soutient Jean-Luc Mélenchon en 2008 et le rejoint au Parti de gauche (PG) en 2013 ; deux ans plus tard, il intègre son conseil national. Il milite pour la candidature de Jean-Luc Mélenchon à l'élection présidentielle de 2012, puis en 2017, dans le cadre de La France insoumise. Il est également secrétaire du PG du Nord, basé à Lille, en binôme avec Ugo Bernalicis.
Adrien Quatennens se porte pour la première fois candidat aux élections municipales de 2014 à Lille sur la liste Front de gauche conduite par Hugo Vandamme.

### Député de la1recirconscription du Nord
Adrien Quatennens est investi candidat par La France insoumise (LFI) lors des élections législatives de 2017 pour la 1re circonscription du Nord. Au premier tour, il obtient 19,4 % contre 32,6 % au candidat de La République en marche, Christophe Itier. Au second tour, avec une abstention de 62 % des inscrits, il est élu député par 50,1 % des voix, avec une majorité de 50 voix,,.

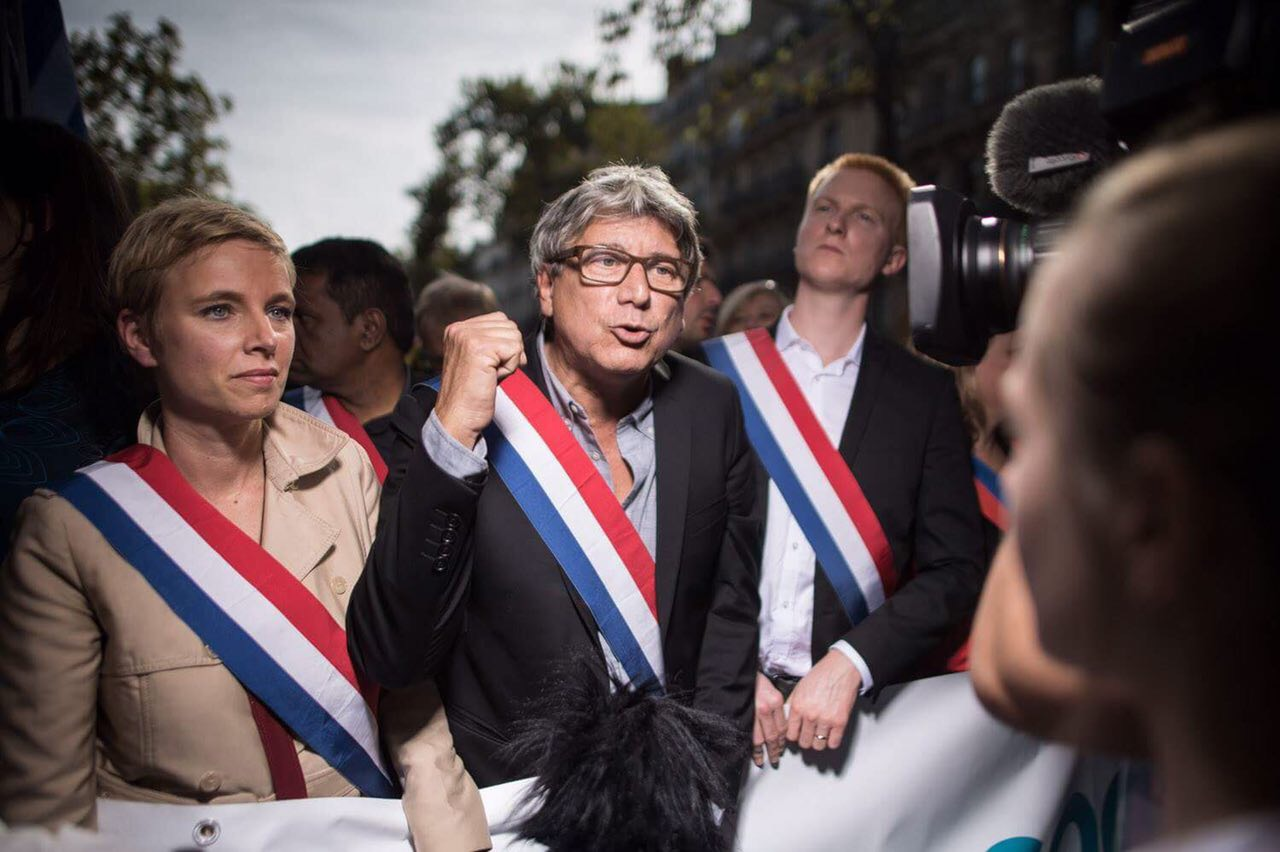
Adrien Quatennens (au fond) avec Clémentine Autain et Éric Coquerel, lors d'une manifestation contre la réforme du code du travail français en 2017.

À l'Assemblée nationale, il est membre de la commission des Affaires sociales,. En tant que tel, il participe dès le début de son mandat à l'examen du projet de réforme du code du travail en 2017, contre lequel il présente notamment une motion de rejet préalable,. Ses débuts à l'Assemblée nationale attirent sur lui l'attention des médias,,,,,, principalement à l'occasion de son intervention du 10 juillet, où il s'exprime pendant une demi-heure,,.
Il s'engage pour la proposition de loi de LFI pour la reconnaissance de pathologies psychiques liées au burnout comme maladies professionnelles.
Figure montante du parti, il est nommé coordinateur de l'équipe opérationnelle (principal dirigeant du parti) le 22 juin 2019, succédant ainsi à Manuel Bompard,.
Adrien Quatennens est désigné au sein du mouvement pour prendre en charge la lutte contre le projet de réforme des retraites de 2020 porté par le second gouvernement Édouard Philippe . Il dénonce un projet « inégalitaire » du fait des différences d'espérance de vie entre les différentes classes sociales ainsi que la volonté de faire reculer l'âge effectif de départ à la retraite.
Il fait partie des personnalités politiques françaises espionnées par le logiciel espion israélien Pegasus pour le compte de l’État marocain, ce qui le conduit à porter plainte.
Adrien Quatennens est candidat à sa réélection aux élections législatives de 2022 dans sa circonscription, sous la bannière de LFI, avec comme suppléante Lahouaria Addouche. Il est parmi les quinze candidats à avoir dépassé 50 % au premier tour et il est réélu avec 65,2 % au second tour.
En décembre 2022, après avoir été condamné à quatre mois de prison avec sursis pour « violences sur conjoint », il est suspendu du groupe LFI à l'Assemblée nationale pour quatre mois, jusqu'au mois d'avril. Pendant cette période, il est considéré comme un député non-inscrit, il peut donc participer au vote à l'Assemblée, mais sans que sa voix soit décomptée comme faisant partie du groupe LFI. Par ailleurs, son retour s'effectuera après un engagement à suivre un stage de responsabilisation sur les violences contre les femmes auprès d'associations féministes. Le Parti de gauche l'exclut le 24 janvier 2023, en raison de sa condamnation judiciaire et au regard de la communication d'Adrien Quatennens qui renverse la  charge de la violence. Le 11 avril 2023, il retrouve sa place dans le groupe LFI.
En juin 2023, Jean-Luc Mélenchon explique dans une interview à 20 minutes qu'Adrien Quatennens « reviendra dans la course un jour ou l'autre »,, ce qui provoque l'indignation de plusieurs associations féminines et responsables politiques de gauche. Adrien Quatennens est notamment pris à partie par un groupe de jeunes lorsqu'il prend la parole pendant un concert à Lille, qui devait clôturer la 14e journée de mobilisation contre la réforme des retraites,.
Lors des élections législatives de 2024, Adrien Quatennens se présente dans la première circonscription du Nord, sans être investi par le Nouveau Front populaire mais uniquement par La France insoumise,. Le 16 juin, il renonce à sa candidature,,. « Je n'entends pas plus longtemps que ma candidature soit utilisée contre La France insoumise et le Nouveau Front populaire pour leur nuire dans un moment où toute l'énergie doit être utilisée pour battre l'extrême droite », explique-t-il à la presse.
En janvier 2025, Adrien Quatennens reprend un poste chez EDF, son ancien employeur, en tant qu'attaché commercial,,.

## Affaire de violences conjugales

### Révélations duCanard enchaîné
En septembre 2022, Le Canard enchaîné révèle que son épouse a déposé une main courante contre lui pour des faits supposés de violences conjugales, courant août et septembre 2022, après qu'elle lui a annoncé sa volonté de divorcer, après treize ans de vie commune et la naissance de leur fille,,. En pleine procédure de divorce au moment où ces faits paraissent dans la presse, le couple publie un communiqué demandant le respect de leur vie privée.
Une enquête judiciaire est ouverte pour des soupçons de « violences par conjoint » par le parquet de Lille. Adrien Quatennens fait plusieurs déclarations dans un communiqué sur Twitter : il y reconnait avoir donné une gifle à sa conjointe en 2021 dans « un contexte d’extrême tension et d’agressivité mutuelle » ; puis, après l'annonce de séparation en 2022 : « nous avons eu des disputes. Dans l'une d'entre elles (…), je lui ai saisi le poignet. Dans une de nos dernières disputes, probablement celle qui a justifié son choix de déposer une main courante, je lui ai pris son téléphone portable. Voulant le récupérer, elle m'a sauté sur le dos. Je me suis dégagé et, en me relâchant, elle s'est cognée le coude » ; et, enfin, il reconnaît lui avoir envoyé un nombre excessif de SMS « pour tenter de la convaincre que [leurs] difficultés de couple pouvaient être dépassées »,.

### Mise en retrait de la direction de LFI
À la suite de ces déclarations, il se met en retrait de ses fonctions de coordinateur de La France insoumise,. Le 24 septembre, son épouse dépose une deuxième main courante pour signaler un très grand nombre de SMS envoyés par Adrien Quatennens puis, le 26 septembre, elle dépose une plainte. L'avocate d'Adrien Quatennens, Jane Dousselin, appelle au respect de la présomption d'innocence et au secret de l'enquête,.
L’affaire embarrasse La France insoumise, déjà touchée les mois précédents par les polémiques nées après les accusations de comportements sexistes ou de violences sexuelles concernant Éric Coquerel et Taha Bouhafs,. Les réactions de plusieurs personnalités de LFI, notamment de Jean-Luc Mélenchon qui témoigne publiquement de son « affection » pour Quatennens, sont questionnées par les médias et nombre de militants. Des députés et militants de LFI appellent à son exclusion du mouvement.

### Poursuites judiciaires et condamnation
Le 23 novembre 2022, Céline Quatennens dénonce auprès de l’Agence France-Presse des « violences physiques et morales depuis plusieurs années », ce que l'élu, par la voix de son avocate, « dément absolument ». Il est convoqué le 13 décembre 2022 devant le tribunal judiciaire de Lille pour comparution sur reconnaissance préalable de culpabilité. Le parquet de Lille décide de proposer au député LFI une procédure de plaider coupable. Adrien Quatennens est alors condamné à quatre mois d'emprisonnement avec sursis et à 2 000 euros de dommages et intérêts pour préjudice moral. Les motifs de la condamnation sont « violences sans incapacité commises par conjoint » entre octobre et décembre 2021, ainsi que « envoi régulier et malveillant de messages » à son épouse, entre août et septembre 2022. Le juge homologateur affirme qu'a été retenue la réitération de l'envoi de SMS, mais, selon son avocate, que ces messages « n’ont aucun caractère ni harcelant, ni malveillant, ni menaçant ».
Adrien Quatennens indique qu'il ne démissionnera pas de son poste de député. Il considère être la victime d’un « lynchage médiatique » et rappelle que la procédure a fuité dans la presse, déclarant que « plusieurs sources concordantes » lui ont affirmé qu'il a été la cible d'un coup politique orchestré par le ministère de l'Intérieur. À la suite de ces déclarations, Gérald Darmanin annonce porter plainte contre Adrien Quatennens pour diffamation.

## Vie privée
Il joue de la batterie et pratique cet instrument au sein des Insousols, un groupe constitué de membres de La France insoumise,. Grand amateur de musique rock, il est notamment un admirateur de Johnny Hallyday depuis l'enfance ainsi que de plusieurs artistes découverts à l'adolescence, Nirvana, Noir Désir, Bob Marley — dont il a écrit une biographie à 12 ans — et Hubert-Félix Thiéfaine, qu'il est allé voir en concert des dizaines de fois,.

## Synthèse des résultats électoraux

### Élections législatives
| Année | Parti  | Parti | Circonscription | 1er tour | 1er tour | 1er tour | 2d tour | 2d tour | 2d tour | 2d tour |
| Année | Parti  | Parti | Circonscription | Voix     | %        | Rang     | Voix    | %       | Rang    | Issue   |
| ----- | ------ | ----- | --------------- | -------- | -------- | -------- | ------- | ------- | ------- | ------- |
| 2017  |        | LFI   | 1re du Nord     | 5 236    | 19,38    | 2e       | 11 039  | 50,11   | 1er     | Élu     |
| 2022  | 15 000 | LFI   | 1re du Nord     | 52,05    | 1er      | 17 428   | 65,24   | 1er     | Élu     |         |

## Ouvrages
- Céleste Van Isterdael (préf. Adrien Quatennens), Battre la campagne : journal d'une insoumise, Éditions Borrego, 2018, 276 p.
- Adrien Quatennens, Génération Mélenchon, Seuil, 2021, 314 p.